# Padma Vibhushan
O Padma Vibhushan é o segundo mais significativo prêmio civil da Índia. Consiste em uma medalha e uma citação, concedido pelo Presidente da Índia. Foi estabelecido em 2 de janeiro de 1954. Precedido em grau de significação pelo Bharat Ratna, antecede o Padma Bhushan e o Padma Shri. É concedido em reconhecimento a contribuições excepcionais à nação em qualquer área de conhecimento, incluindo serviços governamentais. Os primeiros agraciados (1954) foram Satyendra Nath Bose, Nandalal Bose, Zakir Hussain, Jigme Dorji Wangchuck e Krishna Menon.

## Laureados
| Ano  | Laureado                                    | Imagem | Nascimento/Morte | Campo                      | País            |
| ---- | ------------------------------------------- | ------ | ---------------- | -------------------------- | --------------- |
| 1954 | Satyendra Nath Bose                         |        | 1894 - 1974      | Ciência e engenharia       | Índia           |
| 1954 | Zakir Hussain                               |        | 1897 - 1969      | Public Affairs             | Índia           |
| 1954 | Balasaheb Gangadhar Kher                    |        | 1888 - 1957      | Public Affairs             | Índia           |
| 1954 | Jigme Dorji Wangchuck                       |        | 1929 - 1972      | Public Affairs             | Butão*          |
| 1954 | Nand Lal Bose                               |        | 1882 - 1966      | Arte                       | Índia           |
| 1954 | V. K. Krishna Menon                         |        | 1896 - 1974      | Public Affairs             | Índia           |
| 1955 | Dhondo Keshav Karve                         |        | 1858 - 1962      | Literatura & Educação      | Índia           |
| 1955 | J. R. D. Tata                               |        | 1904 - 1993      | Comércio & Indústria       | Índia           |
| 1956 | Chandulal Madhavlal Trivedi                 |        | 1893 – 1981      | Public Affairs             | Índia           |
| 1956 | Fazal Ali                                   |        | 1886 - 1959      | Public Affairs             | Índia           |
| 1956 | Janaki Devi Bajaj                           |        | 1893 - 1979      | Trabalho social            | Índia           |
| 1957 | Ghanshyam Das Birla                         |        | 1894 – 1983      | Trade & Industry           | Índia           |
| 1957 | Motilal Chimanlal Setalvad                  |        | 1884 - 1974      | Direito e Política pública | Índia           |
| 1957 | Sri Prakasa                                 |        | 1890 – 1971      | Política pública           | Índia           |
| 1959 | John Matthai                                |        | 1886 – 1959      | Literatura & Educação      | Índia           |
| 1959 | Radhabinod Pal                              |        | 1886 – 1967      | Política pública           | Índia           |
| 1959 | Gaganvihari Lallubhai Mehta                 |        | 1900 – 1974      | Trabalho social            | Índia           |
| 1960 | Naryana Raghvan Pillai                      |        | 1898 - 1992      | Política pública           | Índia           |
| 1962 | H. Varda Raja Iyengar                       |        |                  | Serviço cívico             | Índia           |
| 1962 | Padmaja Naidu                               |        | 1900 - 1975      | Política pública           | Índia           |
| 1962 | Vijaya Lakshmi Pandit                       |        | 1900 – 1990      | Serviço cívico             | Índia           |
| 1963 | A. Lakshmanaswami Mudaliar                  |        | 1887 – 1974      | Medicina                   | Índia           |
| 1963 | Suniti Kumar Chatterji                      |        | 1890 – 1977      | Literatura & Educação      | Índia           |
| 1963 | Hari Vinayak Pataskar                       |        | 1892 - 1970      | Política pública           | Índia           |
| 1964 | Gopinath Kaviraj                            |        | 1887 – 1976      | Literatura & Educação      | Índia           |
| 1964 | Acharya Kalelkar                            |        | 1885 – 1981      | Literatura & Educação      | Índia           |
| 1965 | Arjan Singh                                 |        | b. 1919          | Military Service           | Índia           |
| 1965 | Joyanto Nath Chaudhuri                      |        | 1908 – 1983      | Military Service           | Índia           |
| 1965 | Mehdi Nawaz Jung                            |        | 1894 - 1967      | Política pública           | Índia           |
| 1966 | Valerian Gracias                            |        | 1900 - 1978      | Trabalho social            | Índia           |
| 1967 | Bhola Nath Jha                              |        |                  | Serviço cívico             | Índia           |
| 1967 | Chandra Kisan Daphtary                      |        | 1893 – 1983      | Política pública           | Índia           |
| 1967 | Hafix Mohammed Ibrahim                      |        |                  | Serviço cívico             | Índia           |
| 1967 | Pattadakal Venkanna R Rao                   |        |                  | Serviço cívico             | Índia           |
| 1968 | Madhav Shrihari Aney                        |        | 1880 - 1968      | Política pública           | Índia           |
| 1968 | Subrahmanyan Chandrasekhar                  |        | 1910 – 1995      | Ciência e Engenharia       | Estados Unidos* |
| 1968 | Prasanta Chandra Mahalanobis                |        | 1893 – 1972      | Statistical Science        | Índia           |
| 1968 | K. Vaidyanatha Kalyana Sundaram             |        | 1904 – 1992      | Política pública           | Índia           |
| 1968 | Kripal Singh                                |        |                  | Serviço cívico             | Índia           |
| 1969 | Hargobind Khorana                           |        | 1922 – 2011      | Ciência e Engenharia       | Estados Unidos* |
| 1969 | Mohan Sinha Mehta                           |        |                  | Serviço cívico             | Índia           |
| 1969 | Dattatraya Shridhar Joshi                   |        |                  | Serviço cívico             | Índia           |
| 1969 | Ghananand Pande                             |        |                  | Serviço cívico             | Índia           |
| 1969 | Rajeshwar Dayal                             |        |                  | Serviço cívico             | Índia           |
| 1970 | Binay Ranjan Sen                            |        | 1898 - 1993      | Serviço cívico             | Índia           |
| 1970 | Tara Chand                                  |        |                  | Literatura & Educação      | Índia           |
| 1970 | Paramasiva Prabhakar Kumaramangalam         |        | 1913 – 2000      | Serviço cívico             | Índia           |
| 1970 | Suranjan Das                                |        | 1920 - 1970      | Serviço cívico             | Índia           |
| 1970 | Harbaksh Singh                              |        | 1913 – 1999      | Military Service           | Índia           |
| 1970 | A. Rameswami Mudaliar                       |        | 1887 - 1976      | Serviço cívico             | Índia           |
| 1970 | Anthony Lancelot Dias                       |        | 1910 - 2002      | Política pública           | Índia           |
| 1971 | Vithal Nagesh Shirodkar                     |        | 1899–1971        | Medicina                   | Índia           |
| 1971 | Balaram Sivaraman                           |        |                  | Serviço cívico             | Índia           |
| 1971 | Bimala Prasad Chaliha                       |        | 1912 - 1971      | Serviço cívico             | Índia           |
| 1971 | Uday Shankar                                |        | 1900 – 1977      | Arte                       | Índia           |
| 1971 | Sumati Morarjee                             |        | 1907 - 1998      | Serviço cívico             | Índia           |
| 1971 | Allauddin Khan                              |        | 1862 – 1972      | Arte                       | Índia           |
| 1972 | S. M. Nanda                                 |        | 1915 - 2009      | Military Service           | Índia           |
| 1972 | Pratap Chandra Lal                          |        | 1916 - 1982      | Military Service           | Índia           |
| 1972 | Aditya Nath Jha                             |        | 1911 - 1972      | Política pública           | Índia           |
| 1972 | Jivraj Narayan Mehta                        |        | 1887 - 1978      | Política pública           | Índia           |
| 1972 | P. Balacharya Gajendragadkar                |        | 1901 - 1981      | Política pública           | Índia           |
| 1972 | Vikram Ambalal Sarabhai                     |        | 1919 - 1971      | Ciência e Engenharia       | Índia           |
| 1972 | Sam Manekshaw                               |        | 1914 - 2008      | Military Service           | Índia           |
| 1972 | Ghulam Mohammed Sadiq                       |        | 1912 – 1971      | Política pública           | Índia           |
| 1972 | Hormasji Maneckji Seervai                   |        | 1906 – 1996      | Law and Public affairs     | Índia           |
| 1973 | Daulat Singh Kothari                        |        | 1905 – 1993      | Ciência e Engenharia       | Índia           |
| 1973 | Nagendra Singh                              |        | 1914 - 1998      | Política pública           | Índia           |
| 1973 | Tirumalrao Swaminathan                      |        |                  | Serviço cívico             | Índia           |
| 1973 | U. N. Dhebar                                |        | 1905 - 1977      | Trabalho social            | Índia           |
| 1973 | Basanti Devi                                |        |                  | Serviço cívico             | Índia           |
| 1973 | Nellie Sengupta                             |        | 1886 - 1973      | Trabalho social            | Índia           |
| 1974 | V. Kasturi Ranga Varadarja Rao              |        | 1908 - 1991      | Serviço cívico             | Índia           |
| 1974 | Benode Behari Mukherjee                     |        | 1904 - 1980      | Arte                       | Índia           |
| 1974 | Harish Chandra Sarin                        |        |                  | Serviço cívico             | Índia           |
| 1974 | Niren De                                    |        |                  | Direito e Política pública | Índia           |
| 1975 | Basanti Dulal Nag Chaudhuri                 |        | 1917 - 2006      | Literatura & Educação      | Índia           |
| 1975 | Chintaman Dwarkanath Deshmukh               |        | 1896 - 1982      | Política pública           | Índia           |
| 1975 | Durgabai Deshmukh                           |        | 1909 - 1981      | Trabalho social            | Índia           |
| 1975 | Premlila Vithaldas Thackersey               |        |                  | Literatura & Educação      | Índia           |
| 1975 | Raja Ramanna                                |        | 1925 - 2004      | Ciência e Engenharia       | Índia           |
| 1975 | Homi Nusserwanji Sethna                     |        | 1923 - 2010      | Serviço cívico             | Índia           |
| 1975 | M.S. Subbulakshmi                           |        | 1916 - 2004      | Arte                       | Índia           |
| 1975 | Mary Clubwala Jadhav                        |        | b. 1909          | Trabalho social            | Índia           |
| 1976 | Bashir Hussain Zaidi                        |        | 1898 - 1992      | Literatura & Educação      | Índia           |
| 1976 | Kalpathi Ramakrishna Ramanathan             |        | 1893 - 1984      | Ciência e Engenharia       | Índia           |
| 1976 | Kalu Lal Shrimali                           |        | 1909 - 2000      | Literatura & Educação      | Índia           |
| 1976 | Giani Gurmukh Singh Mussafir                |        | 1899 - 1976      | Literatura & Educação      | Índia           |
| 1976 | Keshava Shankar Pillai                      |        | 1902 - 1989      | Arte                       | Índia           |
| 1976 | Salim Moizuddin Ali Abdul                   |        | 1896 - 1987      | Ciência e Engenharia       | Índia           |
| 1976 | Satyajit Ray                                |        | 1921 - 1992      | Arte                       | Índia           |
| 1977 | Om Prakash Mehra                            |        | b. 1919          | Military Service           | Índia           |
| 1977 | Ajudhia Nath Khosla                         |        | 1892 - 1984      | Serviço cívico             | Índia           |
| 1977 | Ajoy Kumar Mukherjee                        |        | 1901 - 1986      | Política pública           | Índia           |
| 1977 | Ali Yavar Jung                              |        | 1906 - 1976      | Política pública           | Índia           |
| 1977 | Chandeshwar Prasad Narayan Singh            |        | 1901 - 1993      | Literatura & Educação      | Índia           |
| 1977 | T. Balasaraswati                            |        | 1918 - 1984      | Arte                       | Índia           |
| 1980 | Rai Krishnadasa                             |        | b. 1925          | Serviço cívico             | Índia           |
| 1980 | Bismillah Khan                              |        | 1916 - 2006      | Arte                       | Índia           |
| 1981 | Satish Dhawan                               |        | 1920 - 2002      | Ciência e Engenharia       | Índia           |
| 1981 | Ravi Shankar                                |        | b. 1920          | Arte                       | Índia           |
| 1982 | Mira Behn                                   |        | 1892 – 1982      | Trabalho social            | Reino Unido*    |
| 1985 | C. N. R. Rao                                |        | b. 1934          | Ciência e Engenharia       | Índia           |
| 1985 | Mambillikalathil Kumar Menon                |        | b. 1928          | Serviço cívico             | Índia           |
| 1986 | Autar Singh Paintal                         |        | 1925 - 2004      | Medicina                   | Índia           |
| 1986 | Birju Maharaj                               |        | b. 1938          | Arte                       | Índia           |
| 1986 | Baba Amte                                   |        | 1914 - 2008      | Trabalho social            | Índia           |
| 1987 | Benjamin Peary Pal                          |        | 1906 - 1989      | Ciência e Engenharia       | Índia           |
| 1987 | Manmohan Singh                              |        | b. 1932          | Serviço cívico             | Índia           |
| 1987 | Arun Shridhar Vaidya                        |        | 1926 - 1986      | Military Service           | Índia           |
| 1987 | Kamladevi Chattopadhyay                     |        | 1903 - 1988      | Trabalho social            | Índia           |
| 1988 | Kuppalli Venkatappa Puttappa                |        | 1904 - 1994      | Literatura & Educação      | Índia           |
| 1988 | Mirza Hameedullah Beg                       |        | 1913 - 1985      | Direito e Política pública | Índia           |
| 1988 | Mahadevi Verma                              |        | 1907 - 1987      | Literatura & Educação      | Índia           |
| 1989 | M. S. Swaminathan                           |        | b. 1925          | Ciência e Engenharia       | Índia           |
| 1989 | Umashankar Dikshit                          |        | 1901 - 1991      | Política pública           | Índia           |
| 1989 | Ali Akbar Khan                              |        | 1922 - 2009      | Arte                       | Índia           |
| 1990 | A. P. J. Abdul Kalam                        |        | b. 1931          | Ciência e Engenharia       | Índia           |
| 1990 | Semmangudi Srinivasa Iyer                   |        | 1908 - 2003      | Arte                       | Índia           |
| 1990 | Vallmpadugai Srinivasa Raghavan Arunachalam |        |                  | Ciência e Engenharia       | Índia           |
| 1990 | Bhabatosh Dutta                             |        |                  | Literatura & Educação      | Índia           |
| 1990 | Kumar Gandharva                             |        | 1924 - 1992      | Arte                       | Índia           |
| 1990 | Triloki Nath Chaturvedi                     |        | b. 1928          | Serviço cívico             | Índia           |
| 1991 | Indraprasad Gordhanbhai Patel               |        | 1924 - 2005      | Ciência e Engenharia       | Índia           |
| 1991 | M. Balamuralikrishna                        |        | b. 1930          | Arte                       | Índia           |
| 1991 | Hiren Mukerjee                              |        | 1907 - 2004      | Política pública           | Índia           |
| 1991 | N. G. Ranga                                 |        | 1900 - 1995      | Política pública           | Índia           |
| 1991 | Rajaram Shastri                             |        | 1904 - 1991      | Literatura & Educação      | Índia           |
| 1991 | Gulzari Lal Nanda                           |        | 1998 - 1998      | Política pública           | Índia           |
| 1991 | Khusro Faramurz Rustamji                    |        | 1916 - 2003      | Serviço cívico             | Índia           |
| 1991 | M.F. Husain                                 |        | 1915 - 2011      | Arte                       | Índia           |
| 1992 | Mallikarjun Mansur                          |        | 1910 - 1992      | Arte                       | Índia           |
| 1992 | V. Shantaram                                |        | 1901 - 1990      | Arte                       | Índia           |
| 1992 | Sivaramakrishna Iyer Padmavati              |        | b. 1917          | Medicina                   | Índia           |
| 1992 | Lakshmanshastri Joshi                       |        | 1901 - 1994      | Literatura & Educação      | Índia           |
| 1992 | Atal Bihari Vajpayee                        |        | b. 1924          | Política pública           | Índia           |
| 1992 | Govinddas Shroff                            |        |                  | Literatura & Educação      | Índia           |
| 1992 | Kaloji Narayana Rao                         |        | 1914 - 2002      | Arte                       | Índia           |
| 1992 | Ravi Narayan Reddy                          |        | 1908 - 1991      | Política pública           | Índia           |
| 1992 | Sardar Swaran Singh                         |        | 1907 - 1994      | Política pública           | Índia           |
| 1992 | Aruna Asaf Ali                              |        | 1909 - 1996      | Política pública           | Índia           |
| 1998 | Lakshmi Sahgal                              |        | 1914 - 2012      | Política pública           | Índia           |
| 1998 | Usha Mehta                                  |        | 1920 - 2000      | Trabalho social            | Índia           |
| 1998 | Nani Ardeshir Palkhivala                    |        | 1920 - 2002      | Direito e Política pública | Índia           |
| 1998 | Walter Sisulu                               |        | 1912 - 2003      | Política pública           | África do Sul   |
| 1999 | Rajagopala Chidambaram                      |        | b. 1936          | Ciência e Engenharia       | Índia           |
| 1999 | Sarvepalli Gopal                            |        | 1923 - 2002      | Literatura & Educação      | Índia           |
| 1999 | Verghese Kurien                             |        | 1921 - 2012      | Ciência e Engenharia       | Índia           |
| 1999 | Hans Raj Khanna                             |        | 1912 - 2008      | Política pública           | Índia           |
| 1999 | V. R. Krishna Iyer                          |        | b. 1915          | Direito e Política pública | Índia           |
| 1999 | Lata Mangeshkar                             |        | b. 1929          | Arte                       | Índia           |
| 1999 | Bhimsen Joshi                               |        | 1922 - 2011      | Arte                       | Índia           |
| 1999 | Braj Kumar Nehru                            |        | 1909 - 2001      | Serviço cívico             | Índia           |
| 1999 | Dharma Vira                                 |        | 1906 - 2001      | Serviço cívico             | Índia           |
| 1999 | Lallan Prasad Singh*                        |        | 1912 - 1998      | Serviço cívico             | Índia           |
| 1999 | Nana Deshmukh                               |        | 1916 - 2010      | Trabalho social            | Índia           |
| 1999 | Pandurang Shastri Athavale                  |        | 1920 - 2003      | Trabalho social            | Índia           |
| 1999 | Satish Gujral                               |        | b. 1925          | Arte                       | Índia           |
| 1999 | D. K. Pattammal                             |        | 1919 - 2009      | Arte                       | Índia           |
| 2000 | Krishen Behari Lall                         |        | - 2005           | Serviço cívico             | Índia           |
| 2000 | Krishnaswamy Kasturirangan                  |        | b. 1940          | Ciência e Engenharia       | Índia           |
| 2000 | Manohar Singh Gill                          |        |                  | Serviço cívico             | Índia           |
| 2000 | Kelucharan Mohapatra                        |        | 1926 - 2004      | Arte                       | Índia           |
| 2000 | Hari Prasad Chaurasia                       |        | b. 1938          | Arte                       | Índia           |
| 2000 | Jasraj                                      |        | b. 1930          | Arte                       | Índia           |
| 2000 | Jagdish Natwarlal Bhagwati                  |        | b. 1934          | Literatura & Educação      | Índia           |
| 2000 | Kakkadan Nandanath Raj                      |        | 1924 - 2010      | Literatura & Educação      | Índia           |
| 2000 | Bhairab Dutt Pande                          |        | b. 1917          | Serviço cívico             | Índia           |
| 2000 | Maidavolu Narasimham                        |        |                  | Trade & Industry           | Índia           |
| 2000 | R. K. Narayan                               |        | 1906 - 2001      | Literatura & Educação      | Índia           |
| 2000 | Sikander Bakht                              |        | 1918 – 2004      | Política pública           | Índia           |
| 2000 | Tarlok Singh                                |        |                  | Serviço cívico             | Índia           |
| 2001 | Calyampudi Radhakrishna Rao                 |        | b. 1920          | Ciência e Engenharia       | Estados Unidos* |
| 2001 | Chakravarthi Vijayaraghava Narasimhan       |        | 1915 - 2003      | Serviço cívico             | Índia           |
| 2001 | Shivkumar Sharma                            |        | b. 1938          | Arte                       | Índia           |
| 2001 | Man Mohan Sharma                            |        | b. 1937          | Ciência e Engenharia       | Índia           |
| 2001 | Amjad Ali Khan                              |        | b. 1945          | Arte                       | Índia           |
| 2001 | Benjamin Arthur Gilman                      |        | b. 1922          | Política pública           | Estados Unidos* |
| 2001 | Hosei Norota                                |        | b. 1929          | Política pública           | Japan*          |
| 2001 | Hrishikesh Mukherjee                        |        | 1922 – 2006      | Arte                       | Índia           |
| 2001 | John Kenneth Galbraith                      |        | 1908 – 2006      | Literatura & Educação      | Estados Unidos* |
| 2001 | Kotha Satchidanda Murthy                    |        | b. 1924          | Literatura & Educação      | Índia           |
| 2001 | Zubin Mehta                                 |        | b. 1936          | Arte                       | Índia           |
| 2002 | Chakravthi Rangarajan                       |        | b. 1932          | Literatura & Educação      | Índia           |
| 2002 | Gangubai Hangal                             |        | 1913 - 2009      | Arte                       | Índia           |
| 2002 | Kishan Maharaj                              |        | 1923 – 2008      | Arte                       | Índia           |
| 2002 | Soli Jehangir Sorabjee                      |        | b. 1930          | Direito                    | Índia           |
| 2002 | Kishori Amonkar                             |        | b. 1932          | Arte                       | Índia           |
| 2003 | Bal Ram Nanda                               |        | 1917 – 2010      | Literatura & Educação      | Índia           |
| 2003 | Kazi Lhendup Dorji Kangsarpa                |        | 1904 - 2007      | Política pública           | Índia           |
| 2003 | Sonal Mansingh                              |        | b. 1944          | Arte                       | Índia           |
| 2003 | Bhrihaspati Dev Triguna                     |        | b. 1920          | Medicina                   | Índia           |
| 2004 | Manepalli Narayana Rao Venkatachaliah       |        | b. 1929          | Direito e Política pública | Índia           |
| 2004 | Amrita Pritam                               |        | 1919 – 2005      | Literatura & Educação      | Índia           |
| 2004 | Jayant Vishnu Narlikar                      |        | b. 1938          | Ciência e Engenharia       | Índia           |
| 2005 | B. K. Goyal                                 |        |                  | Medicina                   | Índia           |
| 2005 | Karan Singh                                 |        | b. 1931          | Política pública           | Índia           |
| 2005 | Mohan Dharia                                |        | b. 1925          | Trabalho social            | Índia           |
| 2005 | Ram Narayan                                 |        | b. 1927          | Arte                       | Índia           |
| 2005 | Marthanda Varma Sankaran Valiathan          |        | b. 1934          | Medicina                   | Índia           |
| 2005 | Jyotindra Nath Dixit                        |        | 1936 – 2005      | Serviço cívico             | Índia           |
| 2005 | Milon Kumar Banerji                         |        | 1928 – 2010      | Direito e Política pública | Índia           |
| 2005 | R. K. Laxman                                |        | b. 1921          | Arte                       | Índia           |
| 2006 | Norman E. Borlaug                           |        | 1914 – 2009      | Ciência e Engenharia       | Estados Unidos* |
| 2006 | V. N. Khare                                 |        | b. 1939          | Direito e Política pública | Índia           |
| 2006 | Mahasveta Devi                              |        | b. 1926          | Literatura & Educação      | Índia           |
| 2006 | Nirmala Deshpande                           |        | 1929 – 2008      | Trabalho social            | Índia           |
| 2006 | Obaid Siddiqui                              |        | b. 1932          | Ciência e Engenharia       | Índia           |
| 2006 | Prakash Narain Tandon                       |        | b. 1928          | Medicina                   | Índia           |
| 2006 | Adoor Gopalakrishnan                        |        | b. 1941          | Arte                       | Índia           |
| 2006 | C. R. Krishnaswamy Rao                      |        | b. 1927          | Serviço cívico             | Índia           |
| 2006 | Charles Correa                              |        | b. 1930          | Ciência e Engenharia       | Índia           |
| 2007 | Raja Jesudoss Chelliah                      |        | 1922 - 2009      | Política pública           | Índia           |
| 2007 | Venkataraman Krishnamurthy                  |        |                  | Serviço cívico             | Índia           |
| 2007 | Balu Sankaran                               |        | b. 1926          | Medicina                   | Índia           |
| 2007 | Fali Sam Nariman                            |        | b. 1929          | Direito e Política pública | Índia           |
| 2007 | Prafullachandra Natwarlal Bhagwati          |        | b. 1921          | Direito e Política pública | Índia           |
| 2007 | Khushwant Singh                             |        | b. 1915          | Literatura & Educação      | Índia           |
| 2007 | Raja Rao                                    |        | 1908 – 2006      | Literatura & Educação      | Estados Unidos  |
| 2007 | N.N. Vohra                                  |        |                  | Serviço cívico             | Índia           |
| 2007 | Naresh Chandra                              |        | b. 1934          | Serviço cívico             | Índia           |
| 2007 | Ennackal Chandy George Sudarshan            |        | b. 1931          | Ciência e Engenharia       | Estados Unidos* |
| 2007 | Viswanathan Anand                           |        | b. 1969          | Desporto                   | Índia           |
| 2007 | Rajendra K. Pachauri                        |        | b. 1940          | Environmentalism           | Índia           |
| 2008 | N. R. Narayana Murthy                       |        | b. 1946          | Information Technology     | Índia           |
| 2008 | E. Sreedharan                               |        | b. 1932          | Delhi Metro                | Índia           |
| 2008 | Lakshmi Niwas Mittal                        |        | b. 1950          | Industry                   | Índia           |
| 2008 | Adarsh Sein Anand                           |        | b. 1936          | Política pública           | Índia           |
| 2008 | P. N. Dhar                                  |        | 1919 - 2012      | Serviço cívico             | Índia           |
| 2008 | P. R. S. Oberoi                             |        |                  | Trade                      | Índia           |
| 2008 | Asha Bhosle                                 |        | b. 1933          | Arte                       | Índia           |
| 2008 | Edmund Hillary                              |        | 1919 – 2008      | Mountaineering             | New Zealand*    |
| 2008 | Ratan Tata                                  |        | b. 1937          | Industry                   | Índia           |
| 2008 | Pranab Mukherjee                            |        | b. 1935          | Política pública           | Índia           |
| 2008 | Sachin Tendulkar                            |        | b. 1973          | Desporto                   | Índia           |
| 2009 | Chandrika Prasad Srivastava                 |        | b. 1920          | Serviço cívico             | Índia           |
| 2009 | Sunderlal Bahuguna                          |        | b. 1927          | Environmental Conservation | Índia           |
| 2009 | D. P. Chattopadhyaya                        |        | b. 1933          | Literatura & Educação      | Índia           |
| 2009 | Jasbir Singh Bajaj                          |        |                  | Medicina                   | Índia           |
| 2009 | Purshotam Lal                               |        |                  | Medicina                   | Índia           |
| 2009 | Govind Narain                               |        | 1916 – 2012      | Política pública           | Índia           |
| 2009 | Anil Kakodkar                               |        | b. 1943          | Ciência e Engenharia       | Índia           |
| 2009 | Dr. G. Madhavan Nair                        |        | b. 1943          | Ciência e Engenharia       | Índia           |
| 2009 | Sister Nirmala                              |        | b. 1934          | Trabalho social            | Índia           |
| 2009 | A. S. Ganguly                               |        | b. 1935          | Trade & Industry           | Índia           |
| 2010 | Ebrahim Alkazi                              |        | b. 1925          | Arte                       | Índia           |
| 2010 | Umayalpuram K. Sivaraman                    |        | b. 1935          | Arte                       | Índia           |
| 2010 | Zohra Segal                                 |        | b. 1912          | Arte                       | Índia           |
| 2010 | Y. Venugopal Reddy                          |        | b. 1941          | Direito e Public affairs   | Índia           |
| 2010 | Venkatraman Ramakrishnan                    |        | b. 1952          | Ciência e Engenharia       | Reino Unido*    |
| 2010 | Prathap C. Reddy                            |        |                  | Trade & Industry           | Índia           |
| 2011 | Akkineni Nageshwara Rao                     |        | b. 1924          | Arte                       | Índia           |
| 2011 | Kapila Vatsyayan                            |        | b. 1928          | Arte                       | Índia           |
| 2011 | Homai Vyarawalla                            |        | 1913 - 2012      | Arte                       | Índia           |
| 2011 | Parasaran Kesava Iyenger                    |        | b. 1927          | Política pública           | Índia           |
| 2011 | AR Kidwai                                   |        | b. 1920          | Política pública           | Índia           |
| 2011 | Vijay Kelkar                                |        | b. 1942          | Política pública           | Índia           |
| 2011 | Montek Singh Ahluwalia                      |        | b. 1943          | Política pública           | Índia           |
| 2011 | Palle Rama Rao                              |        | b. 1937          | Science                    | Índia           |
| 2011 | Azim Premji                                 |        | b. 1945          | Trade and Industry         | Índia           |
| 2011 | Brajesh Mishra                              |        | b. 1928          | Serviço cívico             | Índia           |
| 2011 | Ottaplakkal Neelakandan Velu Kurup          |        | b. 1931          | Literature                 | Índia           |
| 2011 | Sitakant Mahapatra                          |        | b. 1937          | Literature                 | Índia           |
| 2011 | Lakshmi Chand Jain                          |        | 1925 – 2010      | Política pública           | Índia           |
| 2012 | K. G. Subramanyan                           |        | b. 1924          | Arte                       | Índia           |
| 2012 | Mario Miranda*                              |        | 1926 - 2011      | Arte                       | Índia           |
| 2012 | Bhupen Hazarika*                            |        | 1926 - 2011      | Arte                       | Índia           |
| 2012 | Kantilal Hastimal Sancheti                  |        | b. 1936          | Medicina                   | Índia           |
| 2012 | T. V. Rajeswar                              |        | b. 1926          | Serviço cívico             | Índia           |

Note: * denota os premiados na categoria Foreigners/ NRIs/ PIOs/Posthumous.